# Biblioteca Pública de Toronto
La Biblioteca Pública de Toronto (en inglés, Toronto Public Library, acrónimo TPL, en francés, Bibliothèque publique de Toronto) es un sistema bibliotecario municipal y público en Toronto, Ontario, Canadá. Considerado el mayor en tamaño de todo el país, también es el que posee una mayor circulación de sus fondos tanto a nivel nacional como internacional. Fue fundada como biblioteca del Instituto de Mecánica de Toronto en 1830; en la actualidad, la Biblioteca Pública de Toronto comprende 98 bibliotecas de barrio y posee hasta 12 millones de ejemplares en sus colecciones.